# Xã Forrest, Quận Livingston, Illinois
Xã Forrest (tiếng Anh: Forrest Township) là một xã thuộc quận Livingston, tiểu bang Illinois, Hoa Kỳ. Năm 2010, dân số của xã này là 1.605 người.